# Труймясто
Труймясто (на полски: Trójmiasto; на кашубски: Trzëgard) е агломерация в Северна Полша, Поморско войводство. Обхваща градовете Гданск, Гдиня и Сопот. Заема площ от 414,38 км2.

## География
Градовете са разположени в редица един до друг по крайбрежието на Гданския залив, Източна Померания.

## Население
Населението на агломерацията възлиза на 742 432 души (2010). Гъстотата е 1791,67 души/км2.

## Фотогалерия
- Панорама на Гданск
- Морските кули в Гдиня
- Оливски гори
- Кеят в Сопот